# 诸侯
诸侯国，狭义上主要是指中国历史对封地的称呼，也被称为“诸侯列国”、“列国”、“封國”或「侯國」；封地君主最高统治者被赐与“诸侯”的封号。广义上指封建时代（封建社会）及其以前人类文明时期共主（天子）对其家族、功臣给予的封地，直至宣統退位以後，中華民國北洋政府取消世爵。

## 中国

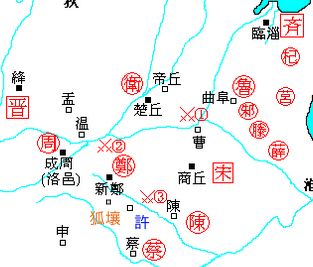
周朝諸侯國

早在炎帝到黄帝等五帝时期，众邦林立，各邦国的君主都被称为诸侯。到了夏朝时，仍是萬國林立，但开始有分封同姓诸侯的现象，藉以加强对地方的控制。商朝时分封的部分诸侯国已经可以考证，如邓国、孤竹国、应国、杞国、楚国、宋国、比国等等，其中楚国一直延续到了战国末年。武王克殷以後，西周时分封制趋于成熟，将功臣、亲戚、先代贵族封为诸侯，目的在于“封建亲戚以蕃屏周”。《左传》稱西周分封“兄弟之国十有五人，姬姓之国者四十人”。周公东征胜利后，大规模分封诸侯，姬姓宗室就有53個諸侯國。
诸侯封国的面积大小不一，爵位也有高低，为五等：即公、侯、伯、子、男。諸侯不得祭祀天子之宗廟，卿、大夫不得祭祀諸侯之宗廟。諸侯在自己的采邑內，可設立自己的「宗廟」，以便祭祖。诸侯的嫡长子永世为宗子，诸侯的宗子继承诸侯的权力位置，其他的儿子立为卿、大夫，享有食邑。只有宗子才有祭祖的权利，其餘諸子祭祖會被視為僭越、忌諱。宗子有故而不能致祭，那么庶子才可代为祭祀。這是西周的宗法制。
西周滅亡之前，诸侯各国大多一直服从周天子，《吕氏春秋·观世》谓“周之所封四百余，服国八百余”。東周時，代表中央政府的周王室对诸侯的控制力很弱，实际控制区只剩下几百里，周朝遂進入春秋戰國時期。各诸侯不斷兼併小型、中型诸侯國，战国时期只剩下七个实力较强的大型诸侯国，称为战国七雄，另有泗上诸侯等小国，战国晚期时仅剩七雄，中小诸侯不复存在。战国末期秦始皇統一六國時，秦國是周朝最後一個諸侯國，秦始皇本人則是周朝最後一位诸侯的宗子。卫国是周朝最长命的初封诸侯国，秦朝建立后仍然存在，最後被秦二世所撤銷。
汉初，郡县制和封国制两种行政制度并存，即郡國並行制。诸侯王自治其国，拥有自己的政府、官吏、军队，甚至自己发行货币。而列侯对于自己的封国只是拥有課税的权力。七國之亂後，諸侯僅為名義上的封君，并沒有實權。
中国歷史自漢朝直至清朝，均不同程度实行分封制，期间伴随朝廷中央政府的强弱，权力发生变化，大多数情况下，只是作为行政區。汉朝诸侯王和列侯的封地均称国。汉初，大的诸侯王国可以下辖十数郡之多，侯的封地一般为一县大小，也有封一乡的。汉以后，诸侯王和其他受封爵的人只在名义上有封国，曹魏、晋朝、刘宋在某些地区还有行政区划上以及行政序列上的封国，但与郡县没有区别，只是长官称为国相，而不是太守、县令。南北朝后期，封国名实俱废。从唐玄宗开始，封爵的人只能按照爵位大小在政府领取俸禄，不得直接向封地上的人民征收赋税。西魏、北周开始延至唐朝、宋朝，許多宗室與貴族被封為親王、郡王等藩王，亦稱諸侯，但大部分沒有實權和封地（地方行政区划没有国一级），只有虛名。
明初洪武建國，立各王於邊塞，握有兵權，用以禦敵，太祖死後，傳位建文帝，強大的諸侯燕王朱棣，就起兵奪位，是為靖難之變。
到了清朝，諸侯分封上便吸取了明代的教訓，除了不濫封爵位外，還嚴格規定受封王爵應該賜予的土地數目，而且受封土地主要是從內務府經營的皇家土地中撥給。

## 延伸
中文翻譯外國歷史資料時，常常對照中国的封建制，把日本幕府時代的大領主大名，歐洲罗马帝国时代的眾王國，中世纪“神聖羅馬帝國”聯盟內的眾“王国”和“公國”都称为“诸侯国”。
在中国古代，名义上效忠于中央朝廷但拥有一定独立性的地方军政长官也经常被称作“诸侯”，如汉末三国就有“挟天子以令诸侯”之语，小说《三国演义》中也将联合讨伐董卓的地方州郡长官称为“十八路诸侯”。